# 特瑟岩
特瑟岩（英語：Tether Rock）是南極洲的岩石，位於奧次地，處於林德斯特羅姆嶺以北1.9公里，屬於達爾文山脈的一部分，現時由南極條約體系管理。